# Liste der Monuments historiques in Flavignerot
Die Liste der Monuments historiques in Flavignerot führt die Monuments historiques in der französischen Gemeinde Flavignerot auf.

## Liste der Immobilien
| Bezeichnung            | Beschreibung                                             | Standort                     | Kennzeichnung | Schutzstatus | Datum | Bild |
| ---------------------- | -------------------------------------------------------- | ---------------------------- | ------------- | ------------ | ----- | ---- |
| Réduit du Mont Afrique | Befestigung des Système Séré de Rivières, 1878/79 erbaut | nordöstlich des Ortes (Lage) | PA21000037    | Inscrit      | 2006  |      |

## Liste der Objekte
| Bezeichnung                         | Beschreibung                                                                         | Standort                                            | Kennzeichnung | Schutzstatus | Datum | Bild |
| ----------------------------------- | ------------------------------------------------------------------------------------ | --------------------------------------------------- | ------------- | ------------ | ----- | ---- |
| Skulpturengruppe Mariä Verkündigung | Holz, farbig gefasst, 15. Jahrhundert; im Karmelitinnenkloster Flavignerot deponiert | in der Kirche St-Jean-Baptiste-et-St-Vincent (Lage) | PM21001096    | Classé       | 1916  |      |
| Skulptur Heiliger Vinzenz           | Kalkstein, farbig gefasst, 15. Jahrhundert                                           | in der Kirche St-Jean-Baptiste-et-St-Vincent (Lage) | PM21001097    | Classé       | 1933  |      |